# Chandra Wickramasinghe

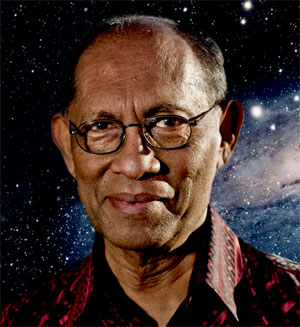
Chandra Wickramasinghe

Nalin Chandra Wickramasinghe (ur. 20 stycznia 1939 w Kolombo, Sri Lanka) – brytyjski matematyk, fizyk, astronom i astrobiolog, dyrektor Buckingham Centre for Astrobiology na University of Buckingham, profesor matematyki stosowanej i astronomii na uniwersytecie Cardiff w Walii. Ekspert w zastosowaniu podczerwieni do badania materii międzygwiazdowej, propagator teorii panspermii. Autor prawie 300 artykułów naukowych (w tym ponad 70 w czasopiśmie „Nature”) i 31 książek.